# Cod ATC N02
Codul ATC N02 Analgezice este o parte a sistemului de clasificare anatomică, terapeutică și chimică a medicamentelor, un sistem dezvoltat de către Organizația Mondială a Sănătății (OMS) pentru clasificarea medicamentelor și a altor produse medicinale. Subgrupul N02 este o parte a grupului N Sistemul nervos central.
Codurile pentru preparatele de uz veterinar sunt create prin alipirea literei Q în fața codului ATC corespunzător produsului pentru uz uman; de exemplu, QN02. Codurile ATCvet care nu au un cod ATC corespunzător produsului de uz uman sunt citate începând cu Q în lista următoare.

## N02AOpioide

### N02AA Alcaloizi dinopiu
N02AA01 Morfină
N02AA02 Opium
N02AA03 Hidromorfonă
N02AA04 Nicomorfină
N02AA05 Oxicodonă
N02AA08 Dihidrocodeină
N02AA09 Diamorfină
N02AA10 Papaveretum
N02AA51 Morfină, combinații
N02AA53 Hidromorfonă și naloxonă
N02AA55 Oxicodonă și naloxonă
N02AA56 Oxicodonă și naltrexonă
N02AA58 Dihidrocodeină, combinații
N02AA59 Codeină, combinații, exclusiv cu psiholeptice
N02AA79 Codeină, combinații cu psiholeptice

### N02AB Derivați defenilpiperidină
N02AB01 Ketobemidonă
N02AB02 Petidină
N02AB03 Fentanil
N02AB52 Petidină, combinații, exclusiv cu psiholeptice
QN02AB53 Fentanil, combinații, exclusiv cu psiholeptice
N02AB72 Petidină, combinații cu psiholeptice
QN02AB73 Fentanil, combinații cu psiholeptice

### N02AC Derivați dedifenilpropilamină
N02AC01 Dextromoramidă
N02AC03 Piritramidă
N02AC04 Dextropropoxifen
N02AC05 Bezitramidă
N02AC52 Metadonă, combinații, exclusiv cu psiholeptice
N02AC54 Dextropropoxifen, combinații, exclusiv cu psiholeptice
N02AC74 Dextropropoxifen, combinații cu psiholeptice
QN02AC90 Metadonă

### N02AD Derivați debenzomorfan
N02AD01 Pentazocină
N02AD02 Fenazocină

### N02AE Derivați deoripavină
N02AE01 Buprenorfină
QN02AE90 Etorfină
QN02AE99 Derivați de oripavină, combinații

### N02AF Derivați demorfinan
N02AF01 Butorfanol
N02AF02 Nalbufină

### N02AG Opioide în combinații cuantispastice
N02AG01 Morfină și antispastice
N02AG02 Ketobemidonă și antispastice
N02AG03 Petidină și antispastice
N02AG04 Hidromorfonă și antispastice

### N02AJ Opioide în combinații cu analgezice neopioide
N02AJ01 Dihidrocodeină și paracetamol
N02AJ02 Dihidrocodeină și acid acetilsalicilic
N02AJ03 Dihidrocodeină și alte analgezice neopioide
N02AJ06 Codeină și paracetamol
N02AJ07 Codeină și acid acetilsalicilic
N02AJ08 Codeină și ibuprofen
N02AJ09 Codeină și și alte analgezice neopioide
N02AJ13 Tramadol și paracetamol
N02AJ14 Tramadol și dexketoprofen
N02AJ15 Tramadol și și alte analgezice neopioide
N02AJ17 Oxicodonă și paracetamol
N02AJ18 Oxicodonă și acid acetilsalicilic
N02AJ19 Oxicodonă și ibuprofen

### N02AX Alte opioide
N02AX01 Tilidină
N02AX02 Tramadol
N02AX03 Dezocină
N02AX05 Meptazinol
N02AX06 Tapentadol

## N02B Alte analgezice șiantipiretice

### N02BA Derivați deacid salicilic
N02BA01 Acid acetilsalicilic
N02BA02 Aloxiprină
N02BA03 Salicilat de colină
N02BA04 Salicilat de sodiu
N02BA05 Salicilamidă
N02BA06 Salsalat
N02BA07 Etenzamidă
N02BA08 Salicilat de morfolină
N02BA09 Dipirocetil
N02BA10 Benorilat
N02BA11 Diflunisal
N02BA12 Salicilat de potasiu
N02BA14 Guacetisal
N02BA15 Carbasalat calcic
N02BA16 Salicilat de imidazol
N02BA51 Acid acetilsalicilic, combinații, exclusiv cu psiholeptice
N02BA55 Salicilamidă, combinații, exclusiv cu psiholeptice
N02BA57 Etenzamidă, combinații, exclusiv cu psiholeptice
N02BA59 Dipirocetil, combinații, exclusiv cu psiholeptice
N02BA65 Carbasalat calcic, combinații, exclusiv cu psiholeptice
N02BA71 Acid acetilsalicilic, combinații cu psiholeptice
N02BA75 Salicilamidă, combinații cu psiholeptice
N02BA77 Etenzamidă, combinații cu psiholeptice
N02BA79 Dipirocetil, combinații cu psiholeptice

### N02BBPirazolone
N02BB01 Fenazonă
N02BB02 Metamizol, sodic
N02BB03 Aminofenazonă
N02BB04 Propifenazonă
N02BB05 Nifenazonă
N02BB51 Fenazonă, combinații, exclusiv cu psiholeptice
N02BB52 Metamizol sodic, combinații, exclusiv cu psiholeptice
N02BB53 Aminofenazonă, combinații, exclusiv cu psiholeptice
N02BB54 Propifenazonă, combinații, exclusiv cu psiholeptice
N02BB71 Fenazonă, combinații cu psiholeptice
N02BB72 Metamizol sodic, combinații cu psiholeptice
N02BB73 Aminofenazonă, combinații cu psiholeptice
N02BB74 Propifenazonă, combinații cu psiholeptice

### N02BEAnilide
N02BE01 Paracetamol
N02BE03 Fenacetină
N02BE04 Bucetină
N02BE05 Propacetamol
N02BE51 Paracetamol, combinații, exclusiv cu psiholeptice
N02BE53 Fenacetină, combinații, exclusiv cu psiholeptice
N02BE54 Bucetină, combinații, exclusiv cu psiholeptice
N02BE71 Paracetamol, combinații cu psiholeptice
N02BE73 Fenacetină, combinații cu psiholeptice
N02BE74 Bucetină, combinații cu psiholeptice

### N02BG Alte analgezice și antipiretice
N02BG02 Rimazoliu
N02BG03 Glafenină
N02BG04 Floctafenină
N02BG05 Viminol
N02BG06 Nefopam
N02BG07 Flupirtină
N02BG08 Ziconotidă
N02BG09 Metoxifluran
N02BG10 Canabinoide (inclusiv nabiximoli)
QN02BG90 Frunevetmab
QN02BG91 Bedinvetmab

## N02CAntimigrenoase

### N02CA Alcaloizi dinergot
N02CA01 Dihidroergotamină
N02CA02 Ergotamină
N02CA04 Metisergidă
N02CA07 Lisuridă
N02CA51 Dihidroergotamină, combinații
N02CA52 Ergotamină, combinații, exclusiv cu psiholeptice
N02CA72 Ergotamină, combinații cu psiholeptice

### N02CB Corticosteroizi
N02CB01 Flumedroxonă

### N02CCAgoniști selectivi ai serotoninei (5-HT1)
N02CC01 Sumatriptan
N02CC02 Naratriptan
N02CC03 Zolmitriptan
N02CC04 Rizatriptan
N02CC05 Almotriptan
N02CC06 Eletriptan
N02CC07 Frovatriptan

### N02CD Antagoniști CGRP
N02CD01 Erenumab
N02CD02 Galcanezumab
N02CD03 Fremanezumab

### N02CX Alte antimigrenoase
N02CX01 Pizotifen
N02CX02 Clonidină
N02CX03 Iprazocrom
N02CX05 Dimetotiazină
N02CX06 Oxetoronă